# Ranunculus limoselloides
Ranunculus limoselloides là một loài thực vật có hoa trong họ Mao lương. Loài này được Turcz. miêu tả khoa học đầu tiên năm 1854.